# Riu Santa Lucía (Uruguai)
El riu Santa Lucía (en castellà, Río Santa Lucía) és el principal curs d'aigua al sud de la República Oriental de l'Uruguai. La seva longitud és de 248 km i la seva conca inclou 14.200 km².

## Informació general
Neix en un vessant occidental de les serres del departament de Lavalleja, prop de Minas. Durant gran part del seu curs serveix de límit entre els departaments de Florida i San José en un marge i Canelones i Montevideo en l'altra. Desemboca al Riu de la Plata, formant un petit delta, on es troba l'Illa del Tigre. Els seus principals afluents són els rius Santa Lucía Chico i San José, però aflueixen a més 200 rierols i més de 1000 canals. En arribar a la seva desembocadura el riu té un cabal de 28,000 litres/segon.
A la localitat d'Aguas Corrientes es troba la central d'aigua potable O.S.E. que, aprofitant el curs del riu, proveeix d'aigua potable a la ciutat de Montevideo i a gran part del sud del país (un 60% de la població de l'Uruguai).